# Lolita (imię)
Lolita – imię żeńskie, zdrobnienie od imienia Dolores. Po publikacji książki Vladimira Nabokova, od imienia głównej jej bohaterki utworzono rzeczownik lolita, wykorzystywany najczęściej w przemyśle erotycznym i pornograficznym na określenie młodej lub niepełnoletniej dziewczyny, potrafiącej wykorzystać swoje wdzięki i umiejętnie okręcić sobie wokół palca mężczyzn.

## Znane postacie
- Lolita Davidovich – kanadyjska aktorka serbskiego pochodzenia
- Lolita Lempicka – francuska projektantka mody
- Lolita Čigāne – łotewska działaczka organizacji pozarządowych
- Lolita Jolie (właśc. Claudia Cislek) – niemiecka piosenkarka polskiego pochodzenia śpiewająca po francusku (m.in. Joli Garçon)
- Lolita (właśc. Edith Zuse) – austriacka piosenkarka